# Madzsong (pasziánsz)

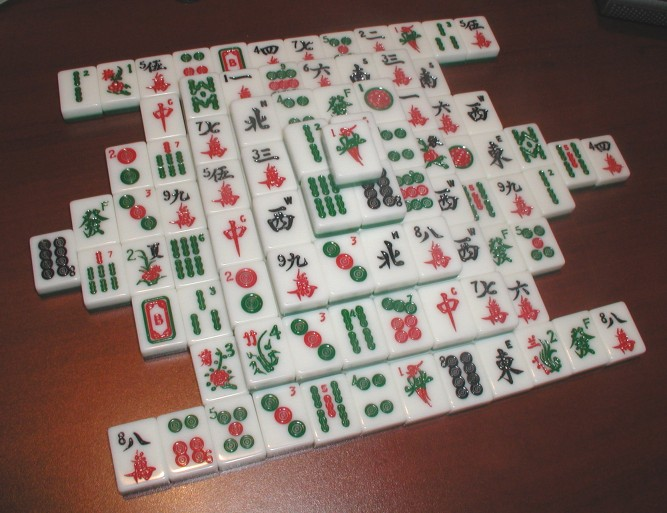
A klasszikus kezdőalakzat, a "teknős"

A madzsong (ma-dzsong), angolos írásmóddal mahjong a pasziánszok csoportjába tartozó egyszemélyes szellemi játék. A lényege, hogy a meghatározott alakzatban elrendezett köveket párosával felszedjük az asztalról.
A játékhoz használt kövek és fogalmak a szintén madzsong nevű tradicionális kínai társasjátékból származnak, ez a pasziánszváltozat (solitaire) egy annak felhasználásával kitalált modernkori játék, amelyet számítógépes programokkal szokás játszani.

## Szabályai
A köveket megkeverés után, véletlenszerűen a képen látható, ötszintes alakzatba kell tornyozni, úgy, hogy a most takarásban levő köveket nem szabad ismernünk. Ez utóbbi feltétel a gyakorlatban nehezen valósítható meg, ezért él ez a játék csak számítógépes programok alakjában.

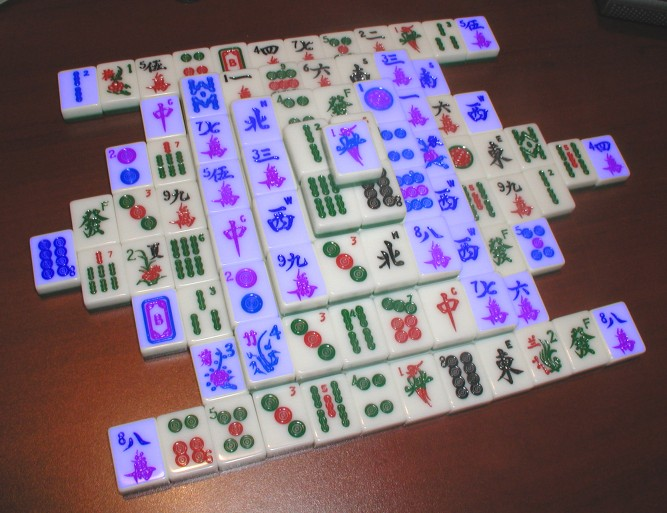
Példa a lehetséges lépésekre

Kettesével kell felvenni a köveket, de csak szabad és összeillő kövek vehetők fel. Szabad egy kő akkor, ha felülről részben sem takarja másik kő, és legalább az egyik hosszú (függőleges) oldala nem érintkezik másik kővel. A jobboldali képen megfigyelhető, hogy a kezdőalakzat mely kövei szabadok. Ha egy követ felveszünk, másikat tehetünk ezzel szabaddá.
Hogy a kövek milyen szabály szerint vehetők összeillőnek, azt a következő szakasz ismerteti.
Összesen 144 kő van, így ha a játékot sikerül végigcsinálnunk, akkor ahhoz 72 lépésre van szükség. A játék megáll, ha nincs több összeillő és szabad kövünk. Gyakran lesz a játékosnak olyan érzése, hogy elérkezett a játék végéhez, de a gondosabb ellenőrzés vagy a program segítsége révén kiderül, hogy elsiklott a figyelme lehetséges lépés vagy lépések fölött.
A rejtett kövek a játék folyamán sorra válnak ismertté, ahogy a rajtuk levő köveket levesszük. Mivel a taktikát ez az információ jelentősen befolyásolja, ezért az csalás, ha valamelyik rejtett követ előre megnézzük, akár úgy, hogy egy megtett lépésünket visszavonjuk.
A játszmáknak csak egy részét sikerül befejeznünk, körülbelül tízből egyet. Vannak teljesen megoldhatatlan leosztások is, ennek bizonyítása egyszerű: tegyünk egymásra négy azonos követ, és ezek után bárhogy is építjük fel köré a kezdőállást, a négy kő nem lesz levehető. Egy program tízmillió véletlenszerű leosztás elemzésével kiderítette, hogy a játszmáknak átlagosan 2,95%-a elméletileg is megoldhatatlan.

## A készlet
A játékkészlet összesen 144 kőből áll.
4-4 egyforma kő van a következőkből:
   Kör vagy Pont, 1-től 9-ig
   Bambusz, 1-től 9-ig
   Írás vagy Karakter, 1-től 9-ig
   Keleti, Déli, Nyugati és Északi Szél
   Vörös Sárkány, Zöld Sárkány és az Üresség
1-1 darab van a következő kövekből:
   évszakok (tavasz, nyár, ősz, tél)
   virágok (szilvafa, orchidea, krizantém, bambusz)
Az előző fejezetben olvashatókhoz csatlakozva egymással összeillőnek vehetjük a 4-4 azonos mintájú követ, továbbá összeillik a négy évszak bármelyik köve bármelyikkel, hasonlóképp összeillő a négy virág is.
A kőkészlet darabjain egyes változatokban vannak arab számok és latin betűk is, de ezeknek tulajdonképpen nincs jelentősége, mivel ha az évszakokat és virágokat megismerjük, a többi kőből a pontosan egyformákat kell keresnünk, függetlenül a rajtuk levő jel jelentésétől. Éppígy nincs hatással a játék játszhatóságára, ha a köveken másféle jelek találhatók.
Érdekesség, hogy a sorozatkövek mintái valójában pénzt ábrázolnak. A Kör pénzérméknek felel meg, a Bambusz százasával összekötegelt érmék stilizált rajza, a Karakter vagy Írás pedig a 'tízezer' jelentésű régi kínai írásjegy, fölötte a számjegyekkel.

## Változatok
Az első madzsong-pasziánsz programot Brodie Lockard írta 1981-ben az Illinois állami egyetem számítógépeire kidolgozott PLATO rendszerben, elmondása szerint a "Pusztítsd el a teknőst" nevű kínai gyermekjátékból kapva az ötletet. Ezután folyamatosan készültek a hasonló programok a különféle számítógépekre, Magyarországon elsőként valószínűleg a Commodore 64 számítógépre írt Mah-Jongg programban tűnt fel, 1985-ben. Azóta is készülnek újabb és újabb programok a témára, Kyodai, Taipei, Shanghai és más fantázianeveken.
A programok abban próbálnak egymástól különbözni – a kövek és a játékasztal megjelenítésének részletein túl –, hogy újabb kőkészleteket terveztek, illetve újfajta kezdőhelyzeteket találtak ki. A szócikk elején látott "teknős" (máshol "lampion") nevű alakzat helyett több tucatnyi különféle elrendezésből indulhatunk, ezek a megoldhatóság szempontjából nagyban különböznek egymástól. A programok között lényeges különbséget tudnak jelenteni a szolgáltatások: megengedi-e az utolsó vagy több lépés visszavonását; megtekinthetőek-e az eddig felszedett kövek, jelzi-e a program, hogy hány lépési lehetőség van az adott helyzetben; kérésre megmutatja-e ezeket a lehetőségeket; továbbá van-e beépített lehetőség új, saját tervezésű kőkészletek vagy új kezdőalakzatok bevitelére.
A madzsong-készlettel más logikai játékokat is kitaláltak, ilyen például a Siszen-so, de a játékötletek itt már összemosódnak a kártyákkal játszott pasziánszokkal.